# Opacionka
Opacionka is een dorp in de Poolse woiwodschap Subkarpaten. De plaats maakt deel uit van de gemeente Brzostek en telt 450 inwoners.